# 维涅杜
维涅杜是巴西圣保罗州的一个市镇。总面积81.742平方公里，总人口63729人，人口密度779.6人/平方公里。